# Smythea bombaiensis
Smythea bombaiensis är en brakvedsväxtart som först beskrevs av Dalz., och fick sitt nu gällande namn av Banerjee och P. K. Mukherjee. Smythea bombaiensis ingår i släktet Smythea och familjen brakvedsväxter. Inga underarter finns listade i Catalogue of Life.